# It’s For You
Az It’s For You (magyarul: Ez neked szól) egy popballada, mely Írországot képviselte a 2010-es Eurovíziós Dalfesztiválon. A dalt az ír Niamh Kavanagh adta elő angol nyelven. Kavanagh tizenhét év után tért vissza a versenyhez, 1993-ban In Your Eyes című dalával győzni tudott.
A dal a 2010. március 5-én rendezett ír nemzeti döntőn nyerte el az indulás jogát. A döntőben fölényes győzelmet aratott, a hat regionális zsűritől, és a nézőktől egyaránt a maximális pontszámot kapta az ötfős mezőnyben.
A dal szerzői már korábban is résztvevői voltak a dalversenynek. Az ír Niall Mooney és a svéd Jonas Gladnikoff írta az előző évi ír induló dalát is.
Az Eurovíziós Dalfesztiválon a dalt először a május 27-én tartott második elődöntőben adták elő, a fellépési sorrendben tizenkettedikként, a szlovén Ansambel Žlindra & Kalamari Narodnozabavni rock című dala után, és a bolgár Miro Angel si ti című dala előtt. A szavazás során hatvanhét ponttal a kilencedik helyen végzett, így továbbjutott a döntőbe.
A május 29-én rendezett döntőben a fellépési sorrendben tizedikként adták elő a belarusz 3+2 együttes Butterflies című dala után, és a görög Giorgos Alkaios & Friends OPA című dala előtt. A szavazás során huszonöt pontot szerzett, mely a huszonharmadik helyet érte a huszonöt fős mezőnyben, így az énekesnőnek nem sikerült megismételnie győzelmét.
A következő ír induló Jedward Lipstick című dala volt a 2011-es Eurovíziós Dalfesztiválon.